# Histoires à lire au coin du feu
Histoires à lire au coin du feu est le 4e album de bande dessinée mettant en scène le personnage de Mélusine, sorti en 1997. Les dessins sont de Clarke et le scénario de Gilson.

## Synopsis
L'album est composé de 35 gags d'une page chacun, de trois de deux pages et d'un de trois pages, la plupart sur le thème du feu. La dernière histoire donne son nom à l'album : alors qu'elle est en train de lire un livre, Mélusine s'endort. Mais le feu de cheminée veut connaître la fin de l'histoire.

### La Source maudite
À la fin de l'album, en outre, se trouve un court conte de deux pages, La Source maudite, des mêmes auteurs.
La première édition de l'album comprenaient également un CD audio offert ("Chansons à écouter au coin du feu") avec 9 titres (dont un caché) coécrits et joués par Clarke. Ces chansons sont depuis disponibles en téléchargement (ainsi que trois morceaux inédits) sur le site Dupuis (http://www.dupuis.com/melusine/index.html)...

## Source
- www.bedetheque.com, « Mélusine » (consulté le 17 août 2008)